# Under Rug Swept
| Recensione | Giudizio |
| ---------- | -------- |
| AllMusic   |          |

Under Rug Swept è il quinto album in studio della cantautrice canadese Alanis Morissette. Pubblicato dalla Maverick Records nel febbraio 2002, è il primo lavoro della Morissette scritto e prodotto completamente da sola. Ha debuttato al primo posto nella classifica di dodici paesi, incluso il Canada e gli Stati Uniti, vendendo circa 4 milioni di copie nel mondo.

## Registrazione
Prima di registrare l'album, la cantante aveva scritto zero canzoni in nove mesi, quindi si è recata a Toronto non sapendo se avrebbe composto le canzoni da sola o con qualcun altro. Nella prima settimana di soggiorno ha scritto sette canzoni e descritto il processo di scrittura come "molto veloce e accelerato". La produzione è stata ritardata quando Morissette è stata coinvolta in una disputa legale con i dirigenti della Maverick Records per pratiche ostili della compagnia nei suoi confronti. Nonostante le vendite relativamente basse dei due precedenti lavori, Supposed Former Infatuation Junkie (1998) e MTV Unplugged (1999), se confrontate con il successo di Jagged Little Pill (1995), la casa discografica considerava ancora la cantante una forte risorsa commerciale ed era preoccupata che avrebbe potuto abbandonare l'azienda per pubblicare l'album con un'altra etichetta. Per un po' Morissette minacciò di lasciare la Maverick, fino a quando Madonna, fondatrice e proprietaria dell'etichetta, la convinse a restare. Nel frattempo Morissette raccolse nuovi musicisti per registrare l'album, tra cui il bassista Eric Avery (Jane's Addiction), Flea (Red Hot Chili Peppers) e Dean DeLeo (chitarrista degli Stone Temple Pilots).
Durante la realizzazione, Morissette ha scritto 27 canzoni, che sono state ridotte a 17. Undici di esse sono state selezionate per l'album, mentre le altre sono state incluse nel documentario Feast on Scraps.

## Pubblicazione e promozione
Il primo singolo estratto dall'album è stato Hands Clean, che ha iniziato le trasmissioni radiofoniche in Nord America nel gennaio 2002 e ha debuttato al numero uno in Canada. Ha raggiunto la sua posizione massima all'interno della top 25 della Billboard Hot 100 negli Stati Uniti ed è stato il singolo di maggior successo della cantante da Thank U nella maggior parte dei paesi in cui è stato pubblicato, raggiungendo la top 10 in Italia e Australia e la top 20 nel Regno Unito. Per febbraio, il mese in cui l'album è stato pubblicato, Morissette è stata dichiarata artista del mese su AOL Music.
Under Rug Swept ha debuttato al numero uno delle classifiche canadesi vendendo 35 000 copie nella prima settimana, e pochi giorni dopo è stato certificato disco di platino dalla Canadian Recording Industry Association per aver venduto oltre 100 000 copie. Negli Stati Uniti l'album ha venduto 215 000 copie nella prima settimana debuttando al numero uno della Billboard 200, dove è rimasto al primo posto per un'altra settimana. Dopo un mese l'album aveva già venduto 500 000 copie, venendo certificato dalla Recording Industry Association of America con il disco d'oro e successivamente con quello di platino, grazie a oltre un milione di copie vendute. Under Rug Swep ha debuttato al numero uno in dodici paesi, tra cui Germania, Italia e Australia. Ha invece debuttato al numero due in Francia e nel Regno Unito, dove è stato certificato disco d'oro dalla British Phonographic Industry per aver venduto oltre 100 000 copie.
L'album è rimasto nella top 20 della Billboard 200 per cinque settimane e ha trascorso un totale di 24 settimane in classifica. Il secondo singolo pubblicato è stato Precious Illusions che ha raggiunto il numero quattro in Canada, ma non ha ottenuto un successo maggiore nella Billboard Hot 100 negli Stati Uniti, così come in Australia o nel Regno Unito. Più tardi Morissette intraprese un tour mondiale, ma nonostante ciò non riuscì ad aumentare le vendite dell'album. Dopo il fallimento di Precious Illusions, la Maverick non ha pubblicato alcun altro singolo commerciale, anche se ci sono stati singoli pubblicati a livello internazionale: Flinch e So Unsexy in Brasile, 21 Things I Want in a Lover in America Latina, Surrendering in Canada e Utopia negli Stati Uniti.

## Tracce
Testi e musiche di Alanis Morissette.
1. 21 Things I Want in a Lover – 3:28
2. Narcissus – 3:38
3. Hands Clean – 4:31
4. Flinch – 6:04
5. So Unsexy – 5:09
6. Precious Illusions – 4:11
7. That Particular Time – 4:22
8. A Man – 4:33
9. You Owe Me Nothing in Return – 4:58
10. Surrendering – 4:36
11. Utopia – 4:58

## Musicisti
- Alanis Morissette - voce, chitarra, tastiere
- Joel Shearer - chitarra
- Nick Lashley - chitarra
- Tim Thorney - chitarra, basso
- Dean DeLeo - chitarra (tracce 1 e 6)
- Jamie Muhoberac - tastiere
- Mark Stephens - tastiere, pianoforte
- Richard Causon - pianoforte (traccia 7)
- Chris Chaney - basso
- Flea - basso (traccia 2)
- Chris Bruce - basso (traccia 3)
- Meshell Ndegeocello - basso (tracce 5 e 9)
- Eric Avery - basso (traccia 6)
- Gary Novak - batteria, percussioni

## Classifiche
| Classifica (2002) | Posizione massima |
| ----------------- | ----------------- |
| Australia         | 1                 |
| Austria           | 1                 |
| Belgio (Fiandre)  | 3                 |
| Belgio (Vallonia) | 2                 |
| Canada            | 1                 |
| Danimarca         | 9                 |
| Finlandia         | 3                 |
| Francia           | 2                 |
| Germania          | 1                 |
| Irlanda           | 1                 |
| Italia            | 1                 |
| Norvegia          | 1                 |
| Nuova Zelanda     | 11                |
| Paesi Bassi       | 2                 |
| Regno Unito       | 2                 |
| Stati Uniti       | 1                 |
| Svezia            | 3                 |
| Svizzera          | 1                 |